# Holopogon angustifacies
Holopogon angustifacies är en tvåvingeart som beskrevs av Pavel Lehr 1972. Holopogon angustifacies ingår i släktet Holopogon och familjen rovflugor. Inga underarter finns listade i Catalogue of Life.